# Інспектор Джордж Джентлі
«Інспектор Джордж Джентлі» (англ. Inspector George Gently) — британський кримінально-драматичний телесеріал виробництва «Company Pictures», створений для телеканалу BBC One; прем'єра відбулася 8 квітня 2007 року. В основі сюжету — кримінальні справи, що розслідуються поліцією на північному сході Англії у 1960-х роках. Серіал створено за мотивами циклу романів «Інспектор Джентлі» письменника Алана Гантера Ведучий сценарист та виконавчий продюсер — Пітер Фланнері. Головні ролі виконують Мартін Шоу (старший інспектор Джентлі) та Лі Інґлбі (детектив сержант Джон Бахус).

## Синопсис
Старший інспектор Скотленд-Ярду Джордж Джентлі, ветеран Другої світової війни, відомий своєю боротьбою проти бандитизму nf корупції. Після того як його дружину Ізабеллу вбиває гангстер Джо Вебстер, Джентлі вирішує піти на пенсію. Але коли він дізнається про вбивство в Нортумберленді, за стилем схоже на справу рук Вебстера, інспектор відкладає відставку заради розслідування цієї останньої справи.
У парі з місцевим детективом Джоном Бахусом він вистежує Вебстера, намагаючись утримати молодого і амбітного напарника від неправильних вчинків. Після розслідування Джордж Джентлі вирішує продовжити службу, очоливши поліцейський департамент карного розшуку в графствах Нортумберленд і Дарем. Хроніка подій із першого по п'ятий сезон зачіпає 1964 - 1968 роки.
Пілотна серія заснована на сюжеті роману «Gently Go Man», опублікованому в 1961 році. Однак, за словами Пітера Фланнері, в подальшій роботі з книжкового циклу було запозичено небагато. Крім цього, персонажі Бахуса і Чайни придумані спеціально для серіалу, як і вибір північного сходу Англії, як основного місця оповіді.

## У ролях
| Актор               | Роль                                      | Сезони |
| ------------------- | ----------------------------------------- | ------ |
| Мартін Шоу          | Джордж Джентлі, старший інспектор поліції | 1—8    |
| Лі Інґлбі           | Джон Бахус, детектив сержант поліції      | 1—8    |
| Саймон Габборд      | Тейлор, констебль поліції                 | 4—7    |
| Том Гатч            | Том Рейнольдс, констебль поліції          | 4—8    |
| Ліза Макґрілліс     | Рейчел Коулз, детектив сержант поліції    | 6—8    |
| Мелані Кларк Пуллен | Ліза, дружина Джона Бахуса                | 2—6    |
| Тоні Рор            | Чайна Мейтс, інформатор і друг Джентлі    | 1—4    |
| Дон Ґаллагер        | Боб Андертон                              | 5—8    |
| Крістофер Коннел    | Кріс Стокдейл, констебль поліції          | 3—6    |
| Дерек Рідделл       | Волтер Нанн                               | 4—7    |
| Кеті Андерсон       | Лі Енн Бахус                              | 5—6    |
| Аннабель Шолі       | Джемма Нанн                               | 6      |
| Тім Данн            | патологоанатом                            | 3      |

## Сезони
| Сезони | Сезони | Епізоди | Оригінальна дата показу | Оригінальна дата показу |
| Сезони | Сезони | Епізоди | Перший показ            | Останній показ          |
| ------ | ------ | ------- | ----------------------- | ----------------------- |
|        | Пілот  | Пілот   | 8 квітня 2007           | 8 квітня 2007           |
|        | 1      | 2       | 13 липня 2008           | 20 липня 2008           |
|        | 2      | 4       | 3 травня 2009           | 24 травня 2009          |
|        | 3      | 2       | 26 вересня 2010         | 3 жовтня 2010           |
|        | 4      | 2       | 4 вересня 2011          | 11 вересня 2011         |
|        | 5      | 4       | 26 серпня 2012          | 16 вересня 2012         |
|        | 6      | 4       | 6 лютого 2014           | 27 лютого 2014          |
|        | 7      | 4       | 29 квітня 2015          | 20 травня 2015          |
|        | 8      | 2       | 21 травня 2017          | 30 жовтня 2017          |